# Colombar giouanne
Treron vernans
Espèce
Statut de conservation UICN

 LC  : Préoccupation mineure
Le Colombar giouanne (Treron vernans) est une espèce d'oiseaux de la famille des Columbidae.

## Répartition
Cet oiseau se répand à travers l'Asie du Sud-Est.

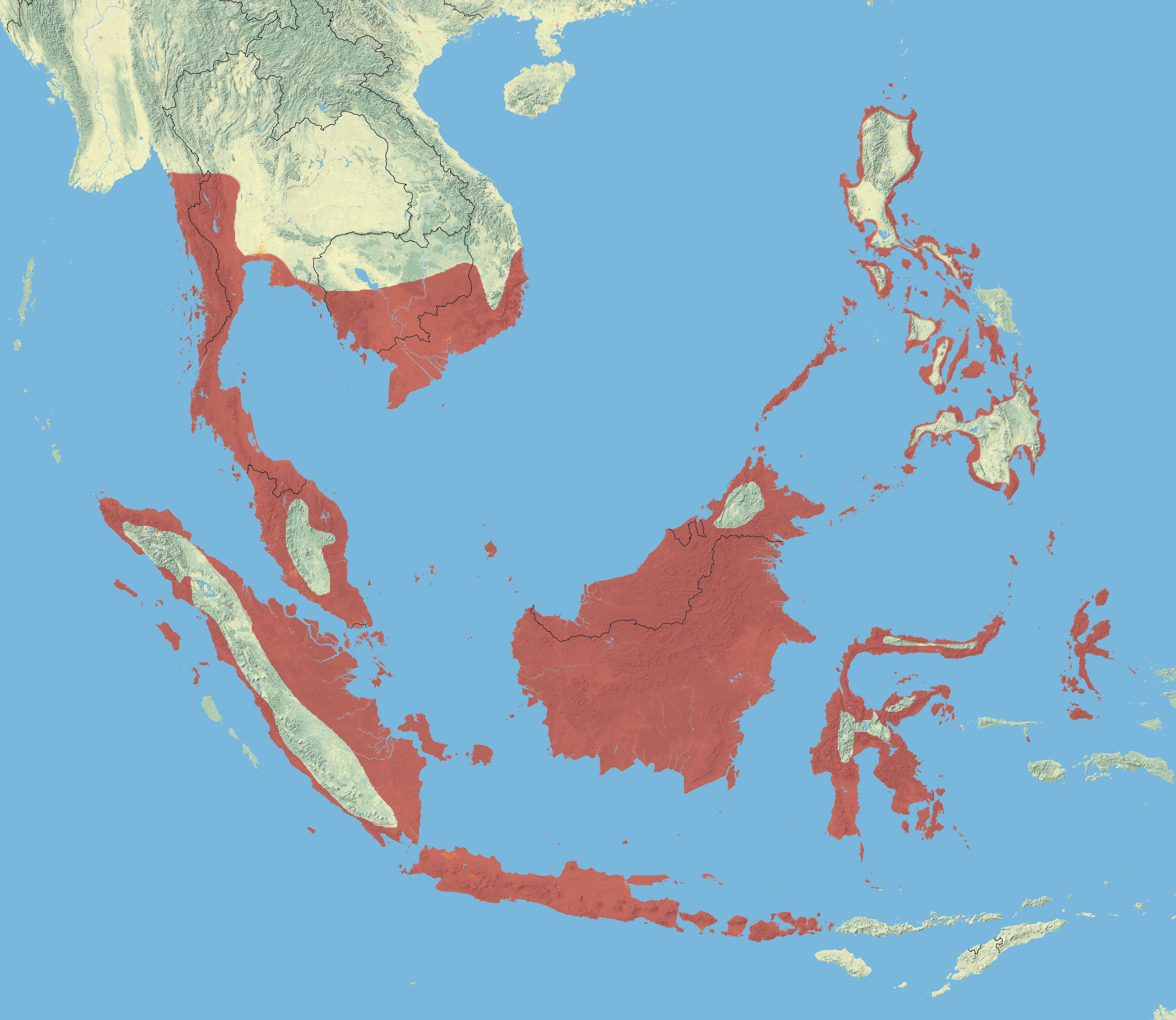
Aire de répartition.

## Habitat
Il habite les mangroves, forêts de plaines et de montagnes humides subtropicales ou tropicales.